# Quadrastichus longiclavatus
Quadrastichus longiclavatus är en stekelart som beskrevs av T.C. Narendran 2005. Quadrastichus longiclavatus ingår i släktet Quadrastichus och familjen finglanssteklar. Inga underarter finns listade i Catalogue of Life.